# Julie Herne
Julie Adrianne Herne (31 de octubre de 1880 – 25 de febrero de 1955) fue una dramaturga, guionista, actriz y cazatalentos estadounidense activa durante la época del cine mudo de Hollywood.

## Biografía
Herne nació en Boston, Massachusetts, en 1880, hija del dramaturgo James A. Herne y la actriz de teatro Katherine Corcoran. Su hermana era la actriz Chrystal Herne.
Siempre había soñado con escribir obras de teatro, y comenzó a escribir y actuar en su adolescencia. Varias de sus obras llegaron a Broadway en las décadas de 1910 y 1920.
A principios de la década de 1920, trabajó como guionista en Paramount, donde participó en películas como Dangerous Money y The Snow Bride. Su carrera cinematográfica decayó alrededor de 1925, aunque siguió escribiendo para el teatro.
Herne fue encontrada muerta en su apartamento de la ciudad de Nueva York en 1955. En su nota de suicidio, culpaba a una mala crítica como causa de su desesperación.

## Filmografía seleccionada
- Sackcloth and Scarlet (1925)
- The Dangerous Flirt (1924)
- Dangerous Money (1924)
- The Side Show of Life (1924)
- Tiger Love (1924)
- The Heart Raider (1923)
- The Snow Bride (1923)
- The Misfit Wife (1920)